# Institut Mines-Télécom Business School
Institut Mines-Télécom Business School és una escola de negocis europea amb seus a París i Évry. Fundada l'any 1979. IMT BS se situa entre les escoles de negocis més ben valorades del món: el 2019 va ocupar la 75e posició a la llista de les millors escoles de negocis europees publicada pel Financial Times. IMT BS imparteix també un programa de doctorat i diferents programes de màster d'administració especialitzats en màrqueting, finances, emprenedoria i altres disciplines. Els programes de l'escola compten amb una triple acreditació, a càrrec dels organismes AMBA, CGE i AACSB. Per l'escola hi han passat més de 7.500 estudiants que després han ocupat llocs de responsabilitat en el món dels negocis i la política.